# لغات السودان
السودان بلد متعدد اللغات يهيمن عليها اللغة العربية باللهجة السودانية. في دستور عام 2005 لجمهورية السودان، تم إقرار اللغات الرسمية في السودان لتكون العربية الفصحى والإنجليزية.

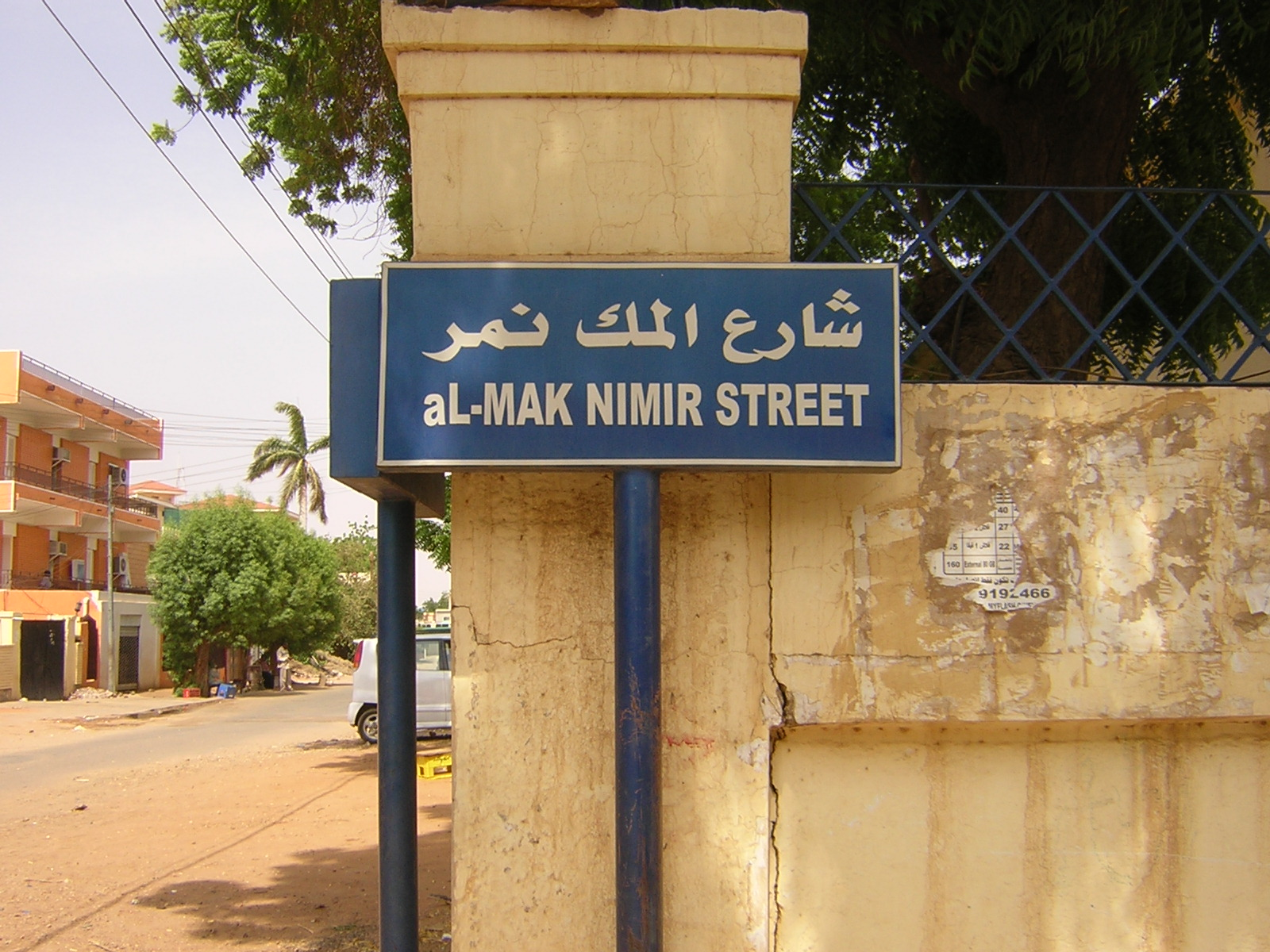
لافتة لاسم شارع باللغتين العربية والانجليزية في الخرطوم

## اللغات المحلية السودانية
1. لغات النوبة و يتحدث بها في أقليم كردوفان جبال النوبة أو بالاحري في جميع أقاليم السودان
2. اللغة النوبية، ويتم التحدث بها في السودان و مصر من قبل النوبيين الدناقلة والمحس و الحلفويين
3. لغة المساليت وهي من اللغات النيلية الصحراوية ويتحدث بها في غرب السودان دار اندوكا و بعض من ولايات السودان
4. لغة البرقو وهي من اللغات النيلية الصحراوية ويتحدث بها في غرب السودان و بعض من ولايات السودان الاخري و في شرق تشاد، خاصه في وداي
5. لغة الفور هي لغة من اللغات النيلية الصحراوية التي يتحدث بها في أقليم دارفور والبعض من ولايات السودان الاخري.
6. لغة الزغاوة و يتحدث بها في السودان و تشاد
7. لغة التاما و يتحدث بها في السودان و تشاد
8. اللغة الفولانية ، لها وجود في كل دول الساحل علي امتداد حزام السافنا من المحيط الاطلسي غربا الي البحر الاحمر شرقا ، ويتحدث بها في السودان في مناطق جنوب دارفور و علي ضفاف النيل الازرق في ولاية سنار وولاية النيل الازرق . ومناطق متفرقة في شرق السودان.
9. لغة البجا ، ويتحدث بها مايقارب المليونين نسمة من الرحل في مصر، السودان وأريتيريا.
10. لغة الهوسا هي ثاني اكثر لغة يتم التحدث بها في افريقيا و اكثر من 15 دولة افريقية اما في السودان يتحدثها اكثر من 6 مليون موزعة في جميع مدن السودان و اغلبية القرى في الولايات الشرقية الثلاثة و قرى ولايات الجزيرة و النيل الابيض و النيل الازرق و بعض القرى في ولايات دارفور و جنوب كردفان و شمال كردفان
11. لغة البرنو أو الكانوري ويتحدث بها في السودان وتشاد و نيجيريا

بالإضافة إلى اللغات المقروءة والمكتوبة، لدى السودان أيضا عدة لغات إشارة إقليمية، والتي ليست مفهومة للطرفين. بحلول عام 2009 تم تقديم اقتراح للغة موحدة يعمل بها الجميع.

## سياسة اللغة
حسب الدستور المعمول به في عام 1998 للميلاد، كانت اللغة العربية هي اللغة الوحيدة الرسمية في البلاد. ولكن في دستور عام 2005 لجمهورية السودان، تم إقرار اللغات الرسمية في السودان لتكون العربية الفصحى والإنجليزية.